# Stuart Bingham

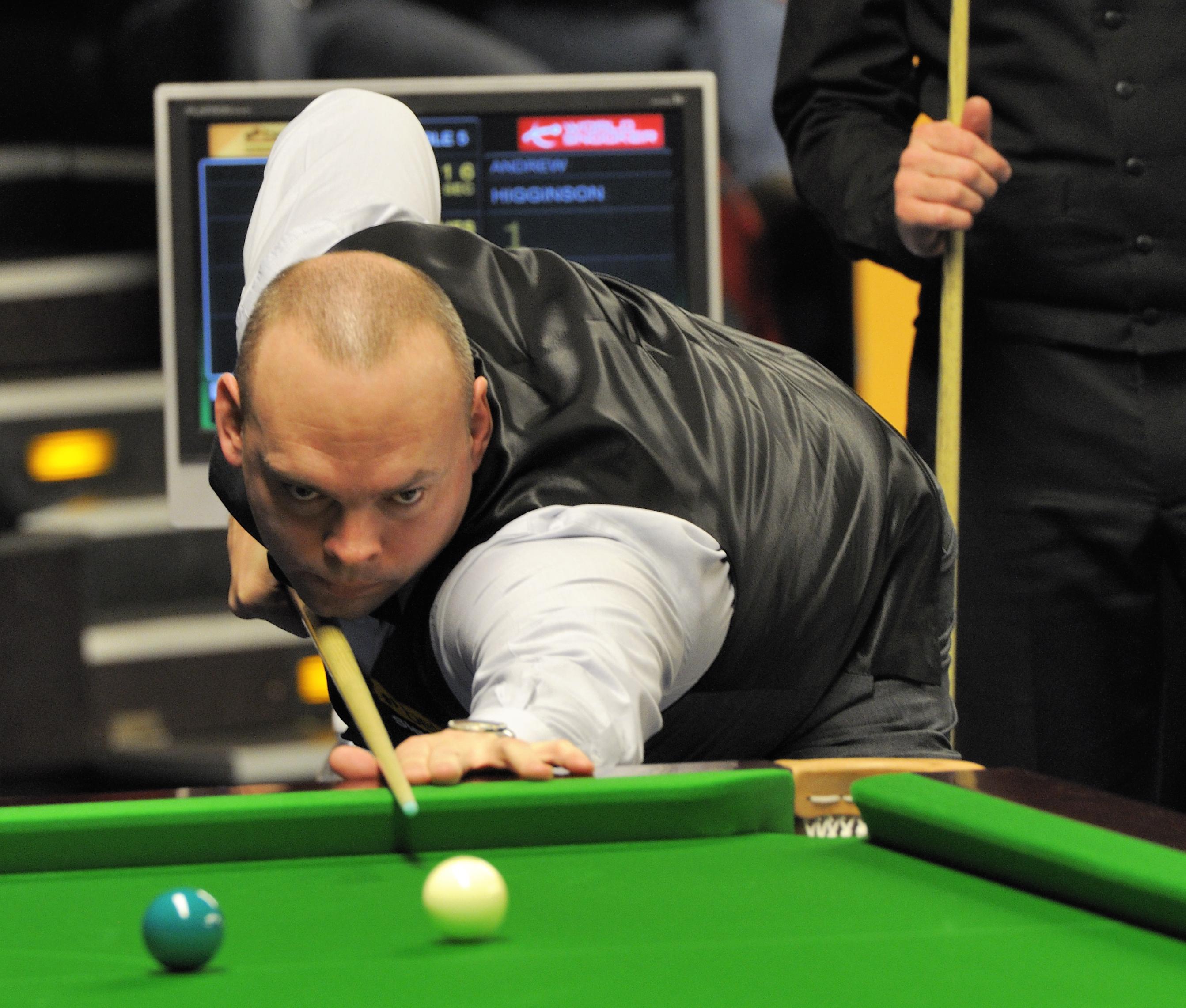
Stuart Bingham, 2013.

Stuart Bingham, född 21 maj 1976 i Basildon, Essex, är en engelsk professionell snookerspelare.

## Karriär
Bingham var framgångsrik som amatör och vann både engelska mästerskapen och världsmästerskapen för amatörer. Som professionell hade han fram till 2011 inte nått samma stora framgångar, men stabila resultat hade gjort att han har etablerat sig som en topp-32-spelare på världsrankingen.
Bingham fick stor uppmärksamhet i VM 2000, då han slog ut regerande världsmästaren Stephen Hendry i första omgången. Där tog dock det roliga slut för Bingham, som blev utslagen i åttondelsfinalen mot Jimmy White. Bingham klättrade dock sakta men säkert uppåt på rankingen, och nådde som bäst kvartsfinaler i några rankingturneringar, men aldrig några direkta toppresultat. Han hade en chans att skriva in sig i historieböckerna i sin match i första omgången av VM 2002 mot Ken Doherty, då han var ytterst nära att göra ett maximumbreak (vilket skulle ha gett honom £ 147 000) men missade sista rosa. Till råga på allt förlorade han matchen.
En höjdpunkt i karriären kom dock säsongen 2005/06, då han, efter att först ha nått ett par kvartsfinaler under hösten, vann kvalturneringen till Masters. Under denna kvalturnering gjorde han dessutom sitt andra maximumbreak i karriären (det första kom redan 1999). Själva Mastersturneringen blev inte framgångsrik för Bingham, men säsongen därpå vann han åter kvalturneringen. Han är därmed den ende någonsin som vunnit kvalturneringen till Masters mer än en gång. Hans två maximumbreak placerade honom också på delad femte plats på listan över de som gjort flest sådana; endast elva spelare i världen hade då gjort mer än ett maximumbreak i karriären.
Sommaren 2011 kom det definitiva genombrottet för Bingham, då han vann sin första rankingtitel, Australian Goldfields Open, efter att ha slagit världsettan Mark Williams i finalen med 9-8, från underläge 5-8. Bingham var vid detta tillfälle rankad på 17:e plats, och hade alltså aldrig tidigare nått längre än kvartsfinal i någon rankingturnering. För vinsten fick Bingham 60 000 australiska dollar.
2014 vann han Shanghai Masters och 2015 vann han VM. Han vann Welsh Open 2017, English Open 2018 och Gibraltar Open 2019.

## Titlar

### Rankingtitlar
- Australian Goldfields Open - 2011
- Shanghai Masters - 2014
- Världsmästare - 2015
- Welsh Open - 2017
- English Open - 2018
- Gibraltar Open - 2019

### Mindre rankingturneringar
- Zhangjiagang Open - 2012
- Zhengzhou Open - 2012
- Dongguan Open - 2014
- Haining Open - 2014

### Icke-rankingtitlar
- UK Tour - 1998
- Merseyside Professional Championship - 1999
- WPBSA Open Tour (event 6) – 2002
- Kvalturneringen till Masters - 2005, 2006
- Premier League - 2012
- Championship League - 2015
- Masters - 2020

### Pro-am (professionella-amatörer)
- Pontins Spring Open - 2004, 2006, 2009
- Pontins Autumn Open - 2004
- Pontins Pro-Am (event 1) – 2008
- Pontins Pro-Am (event 2) – 2008
- Dutch Open  – 2008
- Paul Hunter English Open - 2009
- Pontins World Series - 2009
- Pink Ribbon - 2012, 2019

### Amatörfinaler
- Amatör-VM i snooker - 1996
- Engelska amatörmästerskapet - 1996